# Christmas in the Heart
Christmas in the Heart – 34. album studyjny  i jednocześnie pierwszy bożonarodzeniowy w dyskografii Boba Dylana. Na płycie znalazły się standardy: "Here Comes Santa Claus", "Winter Wonderland", "Little Drummer Boy" czy "Must Be Santa" – w sumie 15 znanych i lubianych świątecznych utworów w tradycyjnych wykonaniach. Wszystkie tantiemy z płyty artysta zobowiązał się przekazać organizacji Feeding America, która w okresie Bożego Narodzenia zapewniła ubogim ponad 4 miliony ciepłych posiłków.

## Lista utworów
1. Here Comes Santa Claus (Gene Autrey/Oakley Haldeman)
2. Do You Hear What I Hear? (Gloria Shayne Baker/Noel Regney)
3. Winter Wonderland (Felix Bernard/Richard Smith)
4. Hark the Herald Angels Sing (Trad. arranged Bob Dylan)
5. I'll Be Home for Christmas (Walter Kent/Kim Gannon/Buck Ram)
6. Little Drummer Boy (Katherine Davis/Henry Onorati/Harry Simeone)
7. The Christmas Blues (Sammy Cahn/David Jack Holt)
8. O' Come All Ye Faithful (Adeste Fidelis) (Trad. arranged Bob Dylan)
9. Have Yourself a Merry Little Christmas (Ralph Blane/High Martin)
10. Must Be Santa (William Fredericks/Hal Moore)
11. Silver Bells (Raymond Evans/Jay Livingston)
12. The First Noel (Trad. arranged Bob Dylan)
13. Christmas Island (Lyle Moraine)
14. The Christmas Song (Mel Tormé/Bob Wells)
15. O Little Town of Bethlehem (Trad. arranged Bob Dylan)